# Taipei chinois aux Jeux olympiques d'été de 2016
Taïwan, sous le nom de Taipei chinois, participe aux Jeux olympiques d'été de 2016 à Rio de Janeiro, au Brésil du 5 au 21 août. Il s'agit de sa 9e participation aux Jeux olympiques d'été.

## Athlétisme

### Homme

#### Course
| Athlètes     | Compétitions     | Série   | Série | Demi-finales | Demi-finales | Finale  | Finale  |
| ------------ | ---------------- | ------- | ----- | ------------ | ------------ | ------- | ------- |
| Athlètes     | Compétitions     | Temps   | Rang  | Temps        | Rang         | Temps   | Rang    |
| Ho Chin-Ping | Marathon         | NC      | NC    | NC           | NC           |         |         |
| Chen Chieh   | 400 mètres haies | 50 s 65 | 7e    | Éliminé      | Éliminé      | Éliminé | Éliminé |

#### Concours
| Athlètes          | Compétitions      | Série    | Série | Finale   | Finale  |
| ----------------- | ----------------- | -------- | ----- | -------- | ------- |
| Athlètes          | Compétitions      | Résultat | Rang  | Résultat | Rang    |
| Hsiang Chun-Hsien | Saut en hauteur   | 2,17 m   | 35e   | Éliminé  | Éliminé |
| Huang Shih-Feng   | Lancer du javelot | 74,33 m  | 33e   | Éliminé  | Éliminé |

### Femme

#### Course
| Athlètes       | Compétitions | Série | Série | Demi-finales | Demi-finales | Finale          | Finale |
| -------------- | ------------ | ----- | ----- | ------------ | ------------ | --------------- | ------ |
| Athlètes       | Compétitions | Temps | Rang  | Temps        | Rang         | Temps           | Rang   |
| Hsieh Chien-Ho | Marathon     | NC    | NC    | NC           | NC           | 2 h 54 min 18 s | 113e   |
| Chen Yu-hsuan  | Marathon     | NC    | NC    | NC           | NC           | 3 h 09 min 13 s | 127e   |

## Aviron
Légende: FA = finale A (médaille) ; FB = finale B (pas de médaille) ; FC = finale C (pas de médaille) ; FD = finale D (pas de médaille) ; FE = finale E (pas de médaille) ; FF = finale F (pas de médaille) ; SA/B = demi-finales A/B ; SC/D = demi-finales C/D ; SE/F = demi-finales E/F ; QF = quarts de finale; R= repêchage
| Athlète       | Compétition  | Séries        | Séries | Repêchage     | Repêchage | Quarts de finale | Quarts de finale | Demi-finales  | Demi-finales | Finale        | Finale |
| Athlète       | Compétition  | Temps         | Rang   | Temps         | Rang      | Temps            | Rang             | Temps         | Rang         | Temps         | Rang   |
| ------------- | ------------ | ------------- | ------ | ------------- | --------- | ---------------- | ---------------- | ------------- | ------------ | ------------- | ------ |
| Huang Yi-ting | Skiff femmes | 8 min 51 s 74 | 4 R    | 8 min 01 s 27 | 3 SE/F    | exempt           | exempt           | 8 min 38 s 21 | 1 FE         | 8 min 34 s 53 | 25     |

## Badminton
| Athlète                       | Compétition   | Phase de groupes                         | Phase de groupes                         | Phase de groupes                       | Phase de groupes | 1/8 de finale                       | Quarts de finale          | Demi-finales     | Finale           | Finale   |
| Athlète                       | Compétition   | Adversaire Score                         | Adversaire Score                         | Adversaire Score                       | Rang             | Adversaire Score                    | Adversaire Score          | Adversaire Score | Adversaire Score | Rang     |
| ----------------------------- | ------------- | ---------------------------------------- | ---------------------------------------- | -------------------------------------- | ---------------- | ----------------------------------- | ------------------------- | ---------------- | ---------------- | -------- |
| Chou Tien-chen                | Simple hommes | bat Zilberman 21-9, 21-11                | bat Tan 21-14, 21-8                      | NC                                     | 1er Gr. C        | bat Hu 21-10, 21-13                 | battu par Lee 9-21, 15-21 | Éliminé          | Éliminé          | Éliminé  |
| Tai Tzu-ying                  | Simple dames  | bat Baldauf 21-11, 21-9                  | bat Perminova 21-12, 21-9                | NC                                     | 1er Gr. N        | battue par P.V. Sindhu 13-21, 15-21 | Éliminée                  | Éliminée         | Éliminée         | Éliminée |
| Lee Sheng-mu / Tsai Chia-hsin | Double hommes | battus par Ivanov / Sozonov 11-21, 20-22 | battus par Lee / Yoo 21-18, 13-21, 18-21 | battent Chau / Serasinghe 21-14, 21-19 | 3e Gr. A         | NC                                  | Éliminés                  | Éliminés         | Éliminés         | Éliminés |

## Cyclisme

### Cyclisme sur route
| Athlète         | Compétition            | Temps        | Rang         |
| --------------- | ---------------------- | ------------ | ------------ |
| Huang Ting-ying | Course en ligne femmes | disqualifiée | disqualifiée |

### Cyclisme sur piste
Omnium
| Athlète      | Compétition   | Scratch | Poursuite | Poursuite | Élimination | Contre-la-montre | Contre-la-montre | Tour lancé | Tour lancé | Course aux points | Course aux points | Total | Rang |
| Athlète      | Compétition   | Rang    | Temps     | Rang      | Rang        | Temps            | Rang             | Temps      | Rang       | Points            | Rang              | Total | Rang |
| ------------ | ------------- | ------- | --------- | --------- | ----------- | ---------------- | ---------------- | ---------- | ---------- | ----------------- | ----------------- | ----- | ---- |
| Hsiao Mei-yu | Omnium femmes |         |           |           |             |                  |                  |            |            |                   |                   |       |      |

## Haltérophilie
Hsu Shu-ching remporte la médaille d'or en catégorie féminine des moins de 53 kg, offrant à la délégation taïwanaise sa première médaille d'or de la compétition.

## Tir à l'arc
| Athlète                               | Compétition | Tour préliminaire | Tour préliminaire | 1er tour                          | 2e tour                           | 3e tour                   | Quarts de finale | Demi-finales     | Match pour la médaille de bronze | Match pour la médaille de bronze | Finale           | Finale |
| Athlète                               | Compétition | Score             | Rang              | Adversaire Score                  | Adversaire Score                  | Adversaire Score          | Adversaire Score | Adversaire Score | Adversaire Score                 | Rang                             | Adversaire Score | Rang   |
| ------------------------------------- | ----------- | ----------------- | ----------------- | --------------------------------- | --------------------------------- | ------------------------- | ---------------- | ---------------- | -------------------------------- | -------------------------------- | ---------------- | ------ |
| Wei Chun-heng                         | Individuel  | 679               | 9e                | Bat Rob Elder 6 - 0               | Battu par Witthaya Thamwong 5 - 6 | non qualifié              | non qualifié     | non qualifié     | non qualifié                     | non qualifié                     | non qualifié     | 32e    |
| Kao Hao-wen                           | Individuel  | 655               | 39e               | Battu par Antonio Fernández 0 - 6 | non qualifié                      | non qualifié              | non qualifié     | non qualifié     | non qualifié                     | non qualifié                     | non qualifié     | 69e    |
| Yu Guan-lin                           | Individuel  | 661               | 30e               | Battu par Bård Nesteng 5 - 5      | non qualifié                      | non qualifié              | non qualifié     | non qualifié     | non qualifié                     | non qualifié                     | non qualifié     | 69e    |
| Wei Chun-heng Kao Hao-wen Yu Guan-lin | Par équipes | 1995              | 7e                | NC                                | NC                                | Battu par Indonésie 2 - 6 | non qualifié     | non qualifié     | non qualifié                     | non qualifié                     | non qualifié     | 13e    |

| Athlète                                 | Compétition | Tour préliminaire | Tour préliminaire | 1er tour                          | 2e tour                                 | 3e tour                  | Quarts de finale            | Demi-finales                 | Match pour la médaille de bronze | Match pour la médaille de bronze | Finale           | Finale |
| Athlète                                 | Compétition | Score             | Rang              | Adversaire Score                  | Adversaire Score                        | Adversaire Score         | Adversaire Score            | Adversaire Score             | Adversaire Score                 | Rang                             | Adversaire Score | Rang   |
| --------------------------------------- | ----------- | ----------------- | ----------------- | --------------------------------- | --------------------------------------- | ------------------------ | --------------------------- | ---------------------------- | -------------------------------- | -------------------------------- | ---------------- | ------ |
| Lin Shih-chia                           | Individuel  | 651               | 9e                | Bat Reem Mansour 6 - 0            | Battue par Bombayla Devi Laishram 2 - 6 | non qualifiée            | non qualifiée               | non qualifiée                | non qualifiée                    | non qualifiée                    | non qualifiée    | 25e    |
| Le Chien-ying                           | Individuel  | 625               | 33e               | Bat Adriana Martín 6 - 2          | Battue par Choi Mi-sun 2 - 6            | non qualifiée            | non qualifiée               | non qualifiée                | non qualifiée                    | non qualifiée                    | non qualifiée    | 24e    |
| Tan Ya-ting                             | Individuel  | 656               | 4e                | Bat Georcy-Stéphanie Picard 7 - 1 | Bat Anastasia Pavlova 6 - 0             | Bat Deepika Kumari 6 - 0 | Battue par Lisa Unruh 5 - 6 | non qualifiée                | non qualifiée                    | non qualifiée                    | non qualifiée    | 5e     |
| Lin Shih-chia Le Chien-ying Tan Ya-ting | Par équipes | 1932              | 4e                | NC                                | NC                                      | NC                       | Bat Mexique 5 - 4           | Battu par Corée du Sud 1 - 5 | Bat Italie 5 - 3                 | 3e                               | -                | 3e     |